# Phyllanthus hortensis
Phyllanthus hortensis là một loài thực vật có hoa trong họ Diệp hạ châu. Loài này được Govaerts & Radcl.-Sm. miêu tả khoa học đầu tiên năm 1996.